# La Chapelle-Urée
La Chapelle-Urée è un comune francese di 132 abitanti situato nel dipartimento della Manica nella regione della Normandia.

## Società

### Evoluzione demografica
Abitanti censiti